# Episodi di Daredevil (terza stagione)
La terza e ultima stagione della serie televisiva Daredevil, composta da tredici episodi, è stata interamente pubblicata dal servizio on demand Netflix simultaneamente il 19 ottobre 2018 in tutti i territori in cui Netflix è disponibile.
La stagione è stata rimossa da Netflix il 1º marzo 2022 e pubblicata negli Stati Uniti il 16 marzo 2022 su Disney+, mentre in Italia è stata pubblicata il 29 giugno 2022. Gli antagonisti principali sono Wilson Fisk e Benjamin "Dex" Poindexter.
| nº | Titolo originale    | Titolo italiano                     | Pubblicazione   |
| -- | ------------------- | ----------------------------------- | --------------- |
| 1  | Resurrection        | Resurrezione                        | 19 ottobre 2018 |
| 2  | Please              | Ti prego                            | 19 ottobre 2018 |
| 3  | No Good Deed        | Il castigo                          | 19 ottobre 2018 |
| 4  | Blindsided          | Sorprese                            | 19 ottobre 2018 |
| 5  | The Perfect Game    | La partita perfetta                 | 19 ottobre 2018 |
| 6  | The Devil You Know  | Una vecchia conoscenza              | 19 ottobre 2018 |
| 7  | Aftermath           | Conseguenze                         | 19 ottobre 2018 |
| 8  | Upstairs/Downstairs | Al piano di sopra/Al piano di sotto | 19 ottobre 2018 |
| 9  | Revelations         | Rivelazioni                         | 19 ottobre 2018 |
| 10 | Karen               | Karen                               | 19 ottobre 2018 |
| 11 | Reunion             | L'unione                            | 19 ottobre 2018 |
| 12 | One Last Shot       | Un ultimo colpo                     | 19 ottobre 2018 |
| 13 | A New Napkin        | Un pezzo di carta                   | 19 ottobre 2018 |

## Resurrezione
- Titolo originale: Resurrection
- Diretto da: Marc Jobst
- Scritto da: Erik Oleson

### Trama
Dopo essere stato gravemente ferito da un edificio crollato su di lui, Daredevil si salva grazie al sistema fognario di New York City che lo scarica su una spiaggia. Successivamente un tassista, dopo averlo trovato, lo porta da Padre Lantom che affida Matt alle cure di suor Maggie al Saint Agnes Orphanage, luogo in cui Matt è cresciuto. Mentre si riprende lentamente, Matt ha una crisi di fede per cui afferma che avrebbe preferito mettere la sua vita in pericolo e continuare a combattere come Daredevil che tornare alla sua vita civile.
Nel frattempo gli amici di Matt, Karen Page e Foggy Nelson, ignari di tutto, iniziano a perdere la speranza che il loro amico possa essere ancora vivo.
In prigione, il criminale Wilson Fisk decide di fare un accordo con l'FBI per proteggere il suo amore Vanessa Marianna. Il caso viene assegnato all'agente dell'FBI Ray Nadeem, il quale lotta per risolvere i propri problemi finanziari e per ricevere una promozione.

## Ti prego
- Titolo italiano proposto da Disney+: Per favore
- Titolo originale: Please
- Diretto da: Lukas Ettlin
- Scritto da: Jim Dunn

### Trama
Le informazioni di Fisk portano all'arresto dei leader sfuggenti del sindacato albanese e Nadeem convince i suoi superiori a lasciarlo continuare a lavorare con Fisk, nonostante i suoi problemi finanziari che potrebbero renderlo un facile bersaglio della corruzione.
La notizia della collaborazione di Fisk con l'FBI si diffonde rapidamente e, per rappresaglia, viene attaccato in prigione da un altro detenuto. Nadeem accetta di spostare Fisk fuori di prigione in detenzione domiciliare, ma il loro convoglio viene attaccato dagli albanesi lungo la strada e la maggior parte degli agenti dell'FBI vengono uccisi. Fisk viene salvato dall'agente "Dex" Poindexter, che ha abilità di tiro incredibilmente accurate.
Matt salva un padre e una figlia da un'aggressione; in seguito rintraccia i tentati rapitori e li picchia, facendoli arrestare. Karen è incaricata di scrivere un articolo sul tentativo di rapimento, che ha coinvolto la nota Neda Kazemi.
Dopo aver sentito la storia della morte del fratello di Karen, Kevin, (false voci affermavano che fosse stato il padre stesso a ucciderlo), Neda racconta a Karen l'accaduto, dicendo di essere stata salvata da un uomo con la maschera, e ciò porta Karen a credere che Matt sia ancora vivo, ma Foggy, che sta pensando di abbandonare la sua carriera di avvocato per aiutare suo fratello Theo a gestire l'azienda di famiglia, è scettico di questo.

## Il castigo
- Titolo italiano proposto da Disney+: Nessuna buona azione
- Titolo originale: No Good Deed
- Diretto da: Jennifer Getzinger
- Scritto da: Sonay Hoffman

### Trama
Fisk viene condotto nella suite dell'attico di un hotel che l'FBI usa come rifugio. La notizia della sua liberazione dalla prigione diventa pubblica, suscitando proteste fuori dall'hotel e l'interesse dei giornalisti, tra cui Karen, che apprende che l'hotel era appartenuto al padre di Neda, Rostom, che lo vendette a una società rappresentata dall'avvocato di Fisk, Benjamin Donovan.
Foggy si reca presso il procuratore distrettuale Blake Tower per offrire il suo aiuto nel riportare Fisk in prigione, ma Tower è riluttante ad andare contro i desideri dell'FBI, soprattutto perché è in corsa per la rielezione.
Matt indaga sull'albergo e inizia ad avere allucinazioni di Fisk come un "diavolo sulla spalla". Matt interroga l'avvocato Donovan e viene a conoscenza dell'accordo di Fisk con l'FBI per la salvaguardia di Vanessa. Giura di fermare Fisk e riportarlo in prigione, rivelando a Foggy che è vivo ma solo per avvertire lui e Karen di stare lontano da Fisk.
Durante una valutazione psicologica di routine per determinare la sua idoneità al dovere, Dex parla del supporto emotivo che riceve dalla sua ragazza Julie. Tuttavia, in seguito sembra essere qualcuno che sta perseguitando.

## Sorprese
- Titolo italiano proposto da Disney+: Preso alla sprovvista
- Titolo originale: Blindsided
- Diretto da: Alex Garcia Lopez
- Scritto da: Lewaa Nasserdeen

### Trama
I superiori di Dex, indagano sulla sua uccisione dei due albanesi durante l'attacco al convoglio del trasferimento di Fisk, che lui sostiene fosse per legittima difesa. Nonostante Fisk lo abbia visto ucciderli a sangue freddo, lo nasconde confermando falsamente la storia di Dex all'FBI.
Foggy, insoddisfatto delle richieste di Matt, dice a Karen che Matt è vivo, ed è poi convinto dalla sua ragazza Marci Stahl a candidarsi come procuratore distrettuale contro Tower per assicurarsi che Fisk sia assicurato alla giustizia e riportato in prigione. Foggy ottiene il sostegno del NYPD, che vede Fisk come un assassino di poliziotti.
Karen continua le sue indagini e scopre che un detenuto, Felix Manning, è stato coinvolto nella società che ha acquistato l'hotel in cui l'FBI ospita Fisk.
Matt impersona Foggy per infiltrarsi nella prigione che ospita Jasper Evans, e scopre che questi è stato pagato da Fisk per simulare un attacco al fine di convincere l'FBI a spostarlo. Con l'aiuto degli albanesi, Matt combatte i detenuti e le guardie che lavorano per Fisk e che cercano di ucciderlo e riesce a fuggire dalla prigione, ma viene spinto fuori da un molo da un tassista sconosciuto.

## La partita perfetta
- Titolo italiano proposto da Disney+: Il gioco perfetto
- Titolo originale: The Perfect Game
- Diretto da: Julian Holmes
- Scritto da: Tonya Kong

### Trama
Quando Fisk viene a sapere che Matt è sopravvissuto all'incidente col taxi, dice all'FBI che ha pagato una persona per riciclare denaro sporco e manipolare delle prove: un avvocato di nome Matt Murdock.
Karen si confronta con l'effettivo risolutore di Fisk, Manning, ma la minaccia con la conoscenza della sua famiglia, compresa la morte di suo fratello.
Nadeem interroga sia Karen che Foggy riguardo Matt, ed entrambi cercano di indirizzarlo verso Fisk e i suoi crimini. Karen rivela a Foggy di aver ucciso James Wesley.
Fisk rivede un file di Manning su Dex e scopre che da bambino ha ucciso il suo allenatore di baseball. Attraverso la terapia gli è stato insegnato ad essere più empatico, così da nascondere le sue tendenze psicopatiche e il suo disturbo borderline della personalità. Quando lavorava per una hotline di prevenzione del suicidio, ha incoraggiato un chiamante a uccidere qualcun altro piuttosto che se stesso. Fu lì che incontrò e si innamorò di Julie, che ora trova lavoro presso l'hotel. Durante un incontro le rivela per caso troppe informazioni e lei sospetta che l'abbia perseguitata per anni.
Fisk vede il potenziale per Dex di diventare il nuovo cattivo, così che il pubblico possa concentrare l'attenzione su di lui, in modo che Fisk possa attuare il suo piano.

## Una vecchia conoscenza
- Titolo italiano proposto da Disney+: Il demone che conosci
- Titolo originale: The Devil You Know
- Diretto da: Stephen Surjik
- Scritto da: Dylan Gallagher

### Trama
Foggy rassicura Karen, dicendole che rimane una brava persona anche dopo aver ucciso Wesley per autodifesa.
Nel frattempo, Dex affronta Fisk, che ammette di essere dietro l'assunzione di Julie nell'hotel. Fisk spiega di aver orchestrato tutto per dimostrare a Dex che una vita con Julie non avrebbe mai funzionato, poiché lei non avrebbe mai potuto capirlo davvero. Tuttavia, Fisk afferma di comprenderlo, facendo riferimento all'omicidio del padre di Dex quando era ragazzo.
Matt si reca da Karen per chiederle aiuto nella ricerca di Evans, che si è detto disposto a testimoniare contro Fisk. Foggy organizza un incontro tra Nadeem e Karen al New York Bulletin, dove Karen intervisterà Evans sui piani di Fisk. In cambio, Nadeem si impegna a far cadere le accuse contro Matt, considerando la testimonianza di Evans.
Sconvolto per la perdita di Julie, Dex pensa al suicidio, ma viene interrotto da Fisk, che gli offre un'alternativa. Dex accetta e si reca al Bulletin travestito da Daredevil, dove ingaggia un combattimento con Matt e uccide Evans prima che possa testimoniare. Successivamente, Dex si scontra con l'FBI, compreso Nadeem, facendo credere agli agenti che sia stato Daredevil ad attaccarli.

## Conseguenze
- Titolo originale: Aftermath
- Diretto da: Toa Fraser
- Scritto da: Sarah Streicher

### Trama
Daredevil viene attaccato dai media e dall'opinione pubblica, mentre Karen cerca inutilmente di convincere Nadeem che quello visto al Bulletin non era il vero Daredevil e che dietro l'attacco c'era Fisk. Anche il suo capo, Mitchell Ellison, si rifiuta di ascoltarla e le impone un ultimatum: rivelare l’identità di Daredevil o dimettersi. Scoraggiata, Karen chiede a suo padre se può passare un po’ di tempo a casa con lui, ma lui le risponde che non è il momento adatto.
Nel frattempo, Foggy crede di aver intuito il piano di Fisk. Matt, furioso per aver messo in pericolo i suoi amici e preoccupato per l’abilità del falso Daredevil, decide di visitare Melvin Potter, l’artigiano che ha realizzato il suo costume. Potter conferma di essere stato costretto da Fisk a creare una copia della tuta e rivela che l’impostore è un agente dell’FBI. Poi, nel tentativo di incastrare Matt come il Daredevil responsabile dell’attacco al Bulletin, cerca di trattenerlo fino all’arrivo degli agenti, ma Matt riesce a fuggire.
Dopo aver indagato su Evans, Nadeem inizia a sospettare che Fisk stia manipolando l’FBI, ma non ha ancora prove concrete. A casa, viene affrontato da Matt, che gli rivela che colui che era il responsabile dell'attacco al Bulletin era un impostore vestito da Daredevil e un agente federale.

## Al piano di sopra/Al piano di sotto
- Titolo italiano proposto da Disney+: Al piano di sopra/al piano di sotto
- Titolo originale: Upstairs/Downstairs
- Diretto da: Alex Zakrzewski
- Scritto da: Dara Resnik

### Trama
Nadeem si rende conto che è Dex l’uomo che si è travestito da Daredevil. Nel frattempo, Dex cerca di riconciliarsi con Julie, convinto che abbia bisogno di lei per colmare il vuoto lasciato dalla sua terapeuta, morta quando lui era giovane. Pur riluttante, Julie accetta di iniziare a parlargli, ma in seguito viene uccisa da Fisk, che intende scatenare la furia di Dex. Credendo di essere stato abbandonato, Dex sprofonda ulteriormente nella sua instabilità mentale.
Matt e Nadeem irrompono nell’appartamento di Dex alla ricerca di prove che lo colleghino all’attacco al Bulletin, ma non trovano nulla di incriminante, solo registrazioni delle sue sessioni di terapia che rivelano le sue tendenze psicopatiche. Al suo ritorno, Dex li attacca e ferisce Nadeem, ma i due riescono a fuggire.
Intanto, Foggy è convinto di poter dimostrare che Fisk continua a operare come un criminale, il che potrebbe farlo tornare in prigione. Decide quindi di sollevare la questione in un dibattito con Tower e propone a Karen di scrivere un articolo sulla vicenda. Tuttavia, invece di limitarsi a scrivere, Karen affronta direttamente Fisk. Durante il confronto, gli rivela di sapere che ha ucciso suo padre e gli confessa di aver ucciso lei stessa Wesley. Inoltre, lascia intendere, seppur in modo non esplicito, che Matt è Daredevil.
Successivamente, Matt sente suor Maggie pregare e, attraverso le sue parole, scopre che è sua madre.

## Rivelazioni
- Titolo originale: Revelations
- Diretto da: Jennifer Lynch
- Scritto da: Erik Oleson e Sam Ernst

### Trama
Lottando con il fatto che sia suor Maggie che padre Lantom gli stessero nascondendo la verità, Matt va in un club di boxe abbandonato dove suo padre era solito combattere.
Manning minaccia la famiglia di Foggy, a meno che non si scusi pubblicamente per aver parlato contro Fisk al dibattito. Karen decide di fuggire da Fisk, e suor Maggie si offre di aiutarla a nascondersi.
Nadeem racconta ai suoi superiori, Tammy Hattley e Winn, della cospirazione dell'FBI che coinvolge Fisk e Dex. In una serie di eventi, Hattley uccide Winn con la pistola di Nadeem, rivelando che lavora per Fisk. Quindi produce prove con le quali può incastrare Nadeem per l'omicidio di Winn, ricattandolo per lavorare per Fisk con l'aiuto di Manning. Spiega che Fisk aveva manipolato Nadeem nell'ultimo anno ed era necessario, alla base del suo piano, che Nadeem aiutasse a pagare le cure di sua cognata. Fisk fa in modo che Nadeem e Dex arrestino diversi leader di gang di New York e li portino in un ristorante dove Fisk si offre di proteggerli dalle accuse dell'FBI in cambio di un pagamento.
Fisk costringe Nadeem ad attirare Matt all'incontro, ma Matt sa che è una trappola e invece va in hotel ad aspettare Fisk. Mentre è lì, sente gli agenti dell'FBI fedeli a Fisk dire che hanno scoperto che Karen si sta nascondendo alla Clinton Church.

## Karen
- Titolo originale: Karen
- Diretto da: Alex Garcia Lopez
- Scritto da: Tamara Becher-Wilkinson

### Trama
Nel flashback, una giovane Karen rimanda il college perché sa che suo padre e suo fratello Kevin non sarebbero in grado di gestire il ristorante di famiglia dopo la morte di sua madre per cancro. Si annoia della sua vita in una piccola città e inizia a usare e vendere droghe con il suo ragazzo Todd. Un giorno Kevin rivela a Karen di averla iscritta nuovamente al college, così Paxton, il padre, decide di festeggiare con una cena in famiglia, ma questo porta a una discussione e Karen scappa con Todd. Dopo essersi ubriacati e drogati insieme, tornano alla roulotte dove vive Todd per scoprire che Kevin la sta bruciando. Todd attacca Kevin e Karen ferisce Todd con la sua pistola per fermarlo. Lei e Kevin partono in macchina ma durante una discussione hanno un incidente, si schiantano e Kevin muore. Lo sceriffo locale copre il coinvolgimento di Karen, ma suo padre le chiede di andarsene.
Nel presente, Karen trova rifugio nella Clinton Church, dove ha un colloquio con Padre Lantom, il quale le chiede di partecipare alla messa che sta per celebrare. Nel frattempo, Wilson Fisk chiede a Dex di uccidere Karen, poiché responsabile della morte del suo amico Wesley.
Dex, vestito da Daredevil, arriva in chiesa con l'intenzione di uccidere Karen, ma colpisce a morte padre Lantom, che ha frapposto il suo corpo fra Dex e Karen.
Preferendo salvare Karen piuttosto che attendere Fisk all'hotel, Matt arriva in chiesa, dove affronta Dex in uno scontro durissimo. Dex riesce a sconfiggere Matt e a ferirlo gravemente; Karen, colpendolo con una statua, lo fa cadere da un balcone del secondo piano. Ripresosi dalla caduta, Dex scappa.

## L'unione
- Titolo italiano proposto da Disney+: Rimpatriata
- Titolo originale: Reunion
- Diretto da: Jet Wilkinson
- Scritto da: Jim Dunn e Dara Resnik

### Trama
Dex fa assumere a Nadeem il controllo della scena del crimine alla chiesa e l'FBI cerca Matt e Karen. Grazie all'aiuto di Maggie riescono a restare nascosti.
Il Dipartimento di Giustizia lascia cadere tutte le accuse contro Fisk, che annuncia la sua libertà al pubblico con un discorso che proclama Daredevil come nemico pubblico. Con Vanessa sulla via del ritorno a New York City, Fisk va a recuperare il dipinto che gli ha dato quando si sono incontrati per la prima volta: è in possesso di Esther Falb, una sopravvissuta dell'Olocausto la cui famiglia era la proprietaria originale del dipinto. Fisk decide di lasciarglielo tenere.
Foggy viene invitato dal fratello a leggere una dichiarazione con cui si scusa con Fisk per quanto detto, fino a quando non riceve una chiamata da Matt che chiede di aiutare lui e Karen a fuggire dalla chiesa. Con un abile stratagemma, Foggy entra in chiesa e consegna Karen - sua assistita - al NYPD, non controllato da Fisk, cosa che Nadeem consente, distraendo l'FBI abbastanza a lungo da permettere a Matt di scappare. Matt, Foggy e Karen pianificano le loro prossime mosse contro Fisk e sanno che avranno bisogno di aiuto.
Più tardi, Nadeem e la sua famiglia vengono attaccati da agenti dell'FBI fedeli a Fisk. Matt aiuta Nadeem a combatterli e gli rivela la sua identità.

## Un ultimo colpo
- Titolo italiano proposto da Disney+: Un ultimo colpo
- Titolo originale: One Last Shot
- Diretto da: Phil Abraham
- Scritto da: Sam Ernst

### Trama
Fisk si riunisce con Vanessa, che convince Fisk a lasciarla entrare nella parte criminale della sua vita. Senza chiedere a Fisk, Dex recupera il dipinto da Falb e Vanessa nota un po' del suo sangue sulla cornice.
Matt accetta di portare a termine il piano di Foggy, lavorando insieme come avvocati come una volta: assumono Nadeem come cliente e si organizzano con Tower per far testimoniare Nadeem contro Fisk davanti a un grand jury. Foggy in cambio si offre di ritirarsi dalla gara per diventare procuratore distrettuale, inoltre mettono in salvo la famiglia di Nadeem. Nel frattempo, Karen convoca una conferenza stampa per annunciare cosa sta facendo Nadeem, in modo che il pubblico ne sia consapevole dato che la sua testimonianza sarebbe stata sigillata, e per avvertire la gente che il Daredevil in azione non è quello vero.
Matt e Foggy festeggiano dopo l'udienza, Foggy suggerisce che vorrebbe continuare a lavorare con Matt in questo modo. Tuttavia Fisk controlla la giuria e quindi la testimonianza non ha alcun effetto. Nadeem è convinto che Fisk non possa essere fermato e torna a casa sua. Fisk decide che sarebbe meglio non uccidere Nadeem ora che è un personaggio pubblico, ma Vanessa lo convince altrimenti. Mandano Dex, che uccide Nadeem, sacrificatosi in modo da non mettere più in pericolo la sua famiglia.

## Un pezzo di carta
- Titolo italiano proposto da Disney+: Cambiamento
- Titolo originale: A New Napkin
- Diretto da: Sam Miller
- Scritto da: Erik Oleson

### Trama
Con il piano di Foggy sventato, Matt ritorna al suo piano originale e intende uccidere Fisk. Rapisce e interroga Manning, apprendendo che Vanessa ha ordinato la morte di Nadeem e Fisk ha ordinato quella di Julie. Matt racconta a Dex della morte di Julie, così Dex indaga e trova il suo corpo insieme ad altri corpi uccisi da Fisk.
Foggy incontra Seema, la moglie di Nadeem, alla quale il marito ha lasciato un videomessaggio come dichiarazione in punto di morte, descrivendo in dettaglio tutti i crimini di Fisk. Fisk e Vanessa si sposano in hotel, ma il ricevimento viene interrotto quando Karen distribuisce il video di Nadeem sui social media, seguito dall'arrivo di Dex, che attacca Fisk e Vanessa. Matt presto si unisce alla lotta. Fisk sconfigge Dex, lasciandolo paralizzato, mentre Matt sopraffà e batte Fisk, ma sceglie di risparmiargli la vita. Fisk accetta di tornare in prigione e lasciare Karen e Foggy in pace se Matt non rivelerà il coinvolgimento di Vanessa nella morte di Nadeem.
Con l'arresto di Fisk, si tiene il funerale di padre Lantom. Foggy suggerisce a Matt e Karen di ricominciare a lavorare insieme e aprire un nuovo studio a nome di "Nelson, Murdock & Page", con quest'ultima nel ruolo di investigatrice privata. Nelle scene finali, Dex subisce un intervento chirurgico sperimentale da parte del chirurgo Kenji Oyama per sistemare la colonna vertebrale attraverso una struttura di rinforzo chiamata Cogmium.

#### Citazioni e riferimenti
- Quando si trovano nel negozio della famiglia di Foggy, Matt, riferendosi alle capacità come investigatrice di Karen, cita Jessica Jones, personaggio che ha incontrato in The Defenders.